# Chaudeyrac
Chaudeyrac est une commune française située dans le nord-est du département de la Lozère en région Occitanie.
Exposée à un climat de montagne, elle est drainée par la Clamouse, le Donozau, le Fougerols, le Puech Aranc, les Rousses et par divers autres petits cours d'eau. Incluse dans le Parc national des Cévennes, la commune possède un patrimoine naturel remarquable composé de trois zones naturelles d'intérêt écologique, faunistique et floristique.
Chaudeyrac est une commune rurale qui compte 301 habitants en 2022, après avoir connu un pic de population de 1 351 habitants en 1886.  Ses habitants sont appelés les Chaudeyraciens ou  Chaudeyraciennes.

## Géographie

### Localisation
Chaudeyrac est desservie par la RN 88 entre Mende et Langogne.

### Communes limitrophes
Les communes limitrophes sont  Cheylard-l'Évêque, Châteauneuf-de-Randon, Montbel, Pierrefiche, Rocles et Saint-Frézal-d'Albuges.
| Pierrefiche           | Chastanier             | Rocles            |
| Châteauneuf-de-Randon | Chaudeyrac             | Cheylard-l'Évêque |
| Montbel               | Saint-Frézal-d'Albuges | Chasseradès       |

### Les hameaux de la commune
- Boissanfeuille
- Chaudeyraguet
- Clamouse
- Le Crouzet
- Estrezet
- Fouzillac
- Fouzillic
- Grosfau
- La Baraque
- Le Mont
- Les Combes
- Les Maurels
- Meissouzac
- Villeneuve

### Climat
Pour des articles plus généraux, voir Climat de l'Occitanie et Climat de la Lozère.
En 2010, le climat de la commune est de type climat de montagne, selon une étude s'appuyant sur une série de données couvrant la période 1971-2000. En 2020, Météo-France publie une typologie des climats de la France métropolitaine dans laquelle la commune est exposée à un climat de montagne ou de marges de montagne et est dans la région climatique Sud-est du Massif Central, caractérisée par une pluviométrie annuelle de 1 000 à 1 500 mm, minimale en été, maximale en automne.
Pour la période 1971-2000, la température annuelle moyenne est de 7,1 °C, avec une amplitude thermique annuelle de 15,6 °C. Le cumul annuel moyen de précipitations est de 1 090 mm, avec 10,4 jours de précipitations en janvier et 6,4 jours en juillet. Pour la période 1991-2020, la température moyenne annuelle observée sur la station météorologique la plus proche, située sur la commune de Châteauneuf-de-Randon à 7 km à vol d'oiseau, est de 7,5 °C et le cumul annuel moyen de précipitations est de 919,4 mm,. Pour l'avenir, les paramètres climatiques de la commune estimés pour 2050 selon différents scénarios d'émission de gaz à effet de serre sont consultables sur un site dédié publié par Météo-France en novembre 2022.

### Milieux naturels et biodiversité

#### Espaces protégés
La protection réglementaire est le mode d’intervention le plus fort pour préserver des espaces naturels remarquables et leur biodiversité associée,.
Dans ce cadre, la commune fait partie de la zone cœur du Parc National des Cévennes .

#### Zones naturelles d'intérêt écologique, faunistique et floristique
L’inventaire des zones naturelles d'intérêt écologique, faunistique et floristique (ZNIEFF) a pour objectif de réaliser une couverture des zones les plus intéressantes sur le plan écologique, essentiellement dans la perspective d’améliorer la connaissance du patrimoine naturel national et de fournir aux différents décideurs un outil d’aide à la prise en compte de l’environnement dans l’aménagement du territoire.
Une ZNIEFF de type 1 est recensée sur la commune :
la « rivière de la Clamouse » (19 ha), couvrant 3 communes du département et deux ZNIEFF de type 2, : 
- la « forêt de Mercoire » (11 190 ha), couvrant 7 communes du département[12] ;
- la « vallée du Chapeauroux » (10 037 ha), couvrant 12 communes dont une dans la Haute-Loire et 11 dans la Lozère[13].

Cartes des ZNIEFF de type 1 et 2 à Chaudeyrac.
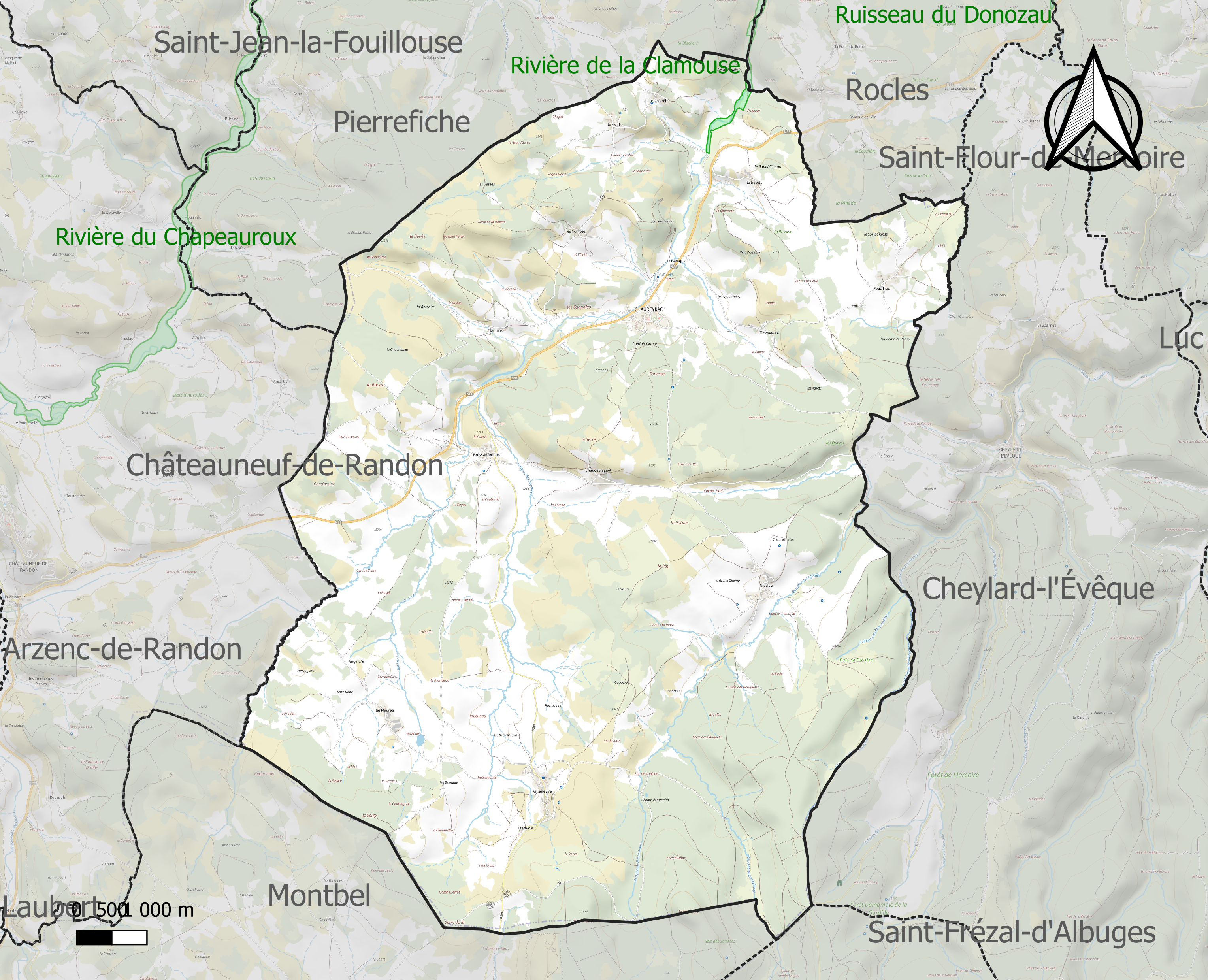
Carte de la ZNIEFF de type 1 sur la commune.
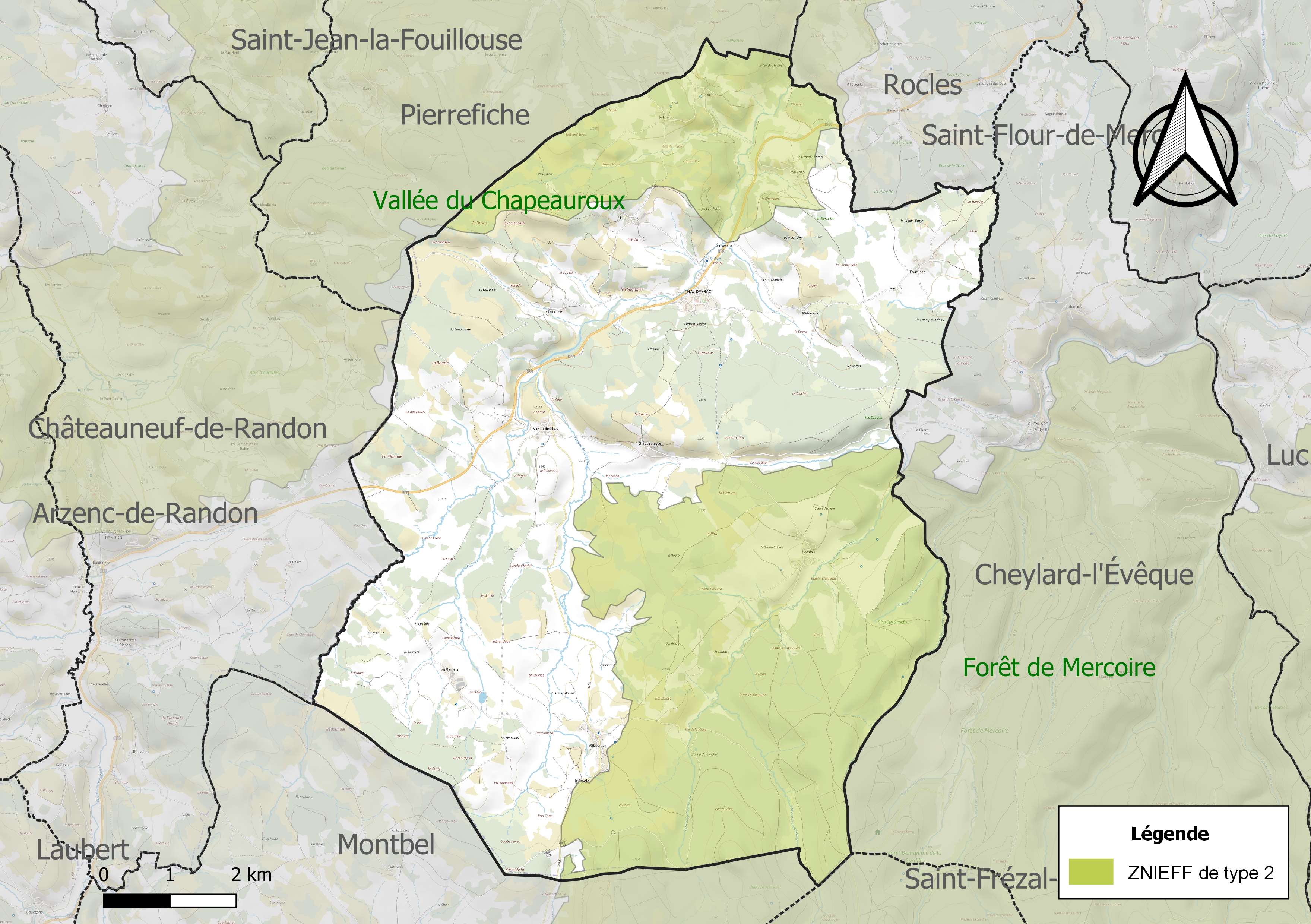
Carte des ZNIEFF de type 2 sur la commune.

## Urbanisme

### Typologie
Au 1er janvier 2024, Chaudeyrac est catégorisée commune rurale à habitat très dispersé, selon la nouvelle grille communale de densité à sept niveaux définie par l'Insee en 2022.
Elle est située hors unité urbaine et hors attraction des villes,.

### Occupation des sols
L'occupation des sols de la commune, telle qu'elle ressort de la base de données européenne d’occupation biophysique des sols Corine Land Cover (CLC), est marquée par l'importance des forêts et milieux semi-naturels (69,2 % en 2018), en diminution par rapport à 1990 (76,4 %). La répartition détaillée en 2018 est la suivante : 
forêts (44,2 %), milieux à végétation arbustive et/ou herbacée (25 %), prairies (21,7 %), zones agricoles hétérogènes (9,1 %). L'évolution de l’occupation des sols de la commune et de ses infrastructures peut être observée sur les différentes représentations cartographiques du territoire : la carte de Cassini (XVIIIe siècle), la carte d'état-major (1820-1866) et les cartes ou photos aériennes de l'IGN pour la période actuelle (1950 à aujourd'hui).

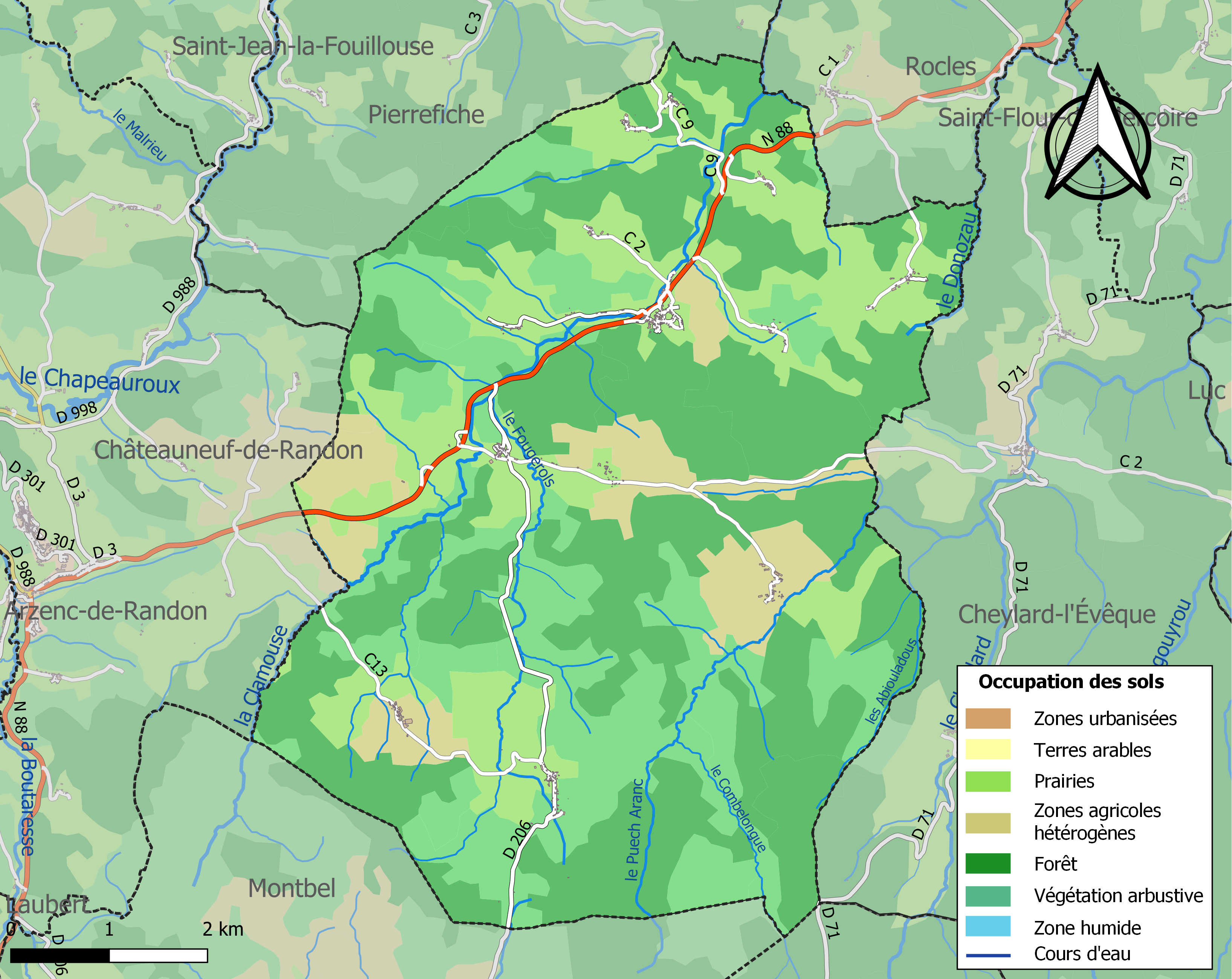
Carte des infrastructures et de l'occupation des sols de la commune en 2018 (CLC).

### Risques majeurs
Le territoire de la commune de Chaudeyrac est vulnérable à différents aléas naturels : météorologiques (tempête, orage, neige, grand froid, canicule ou sécheresse), inondations, feux de forêts et séisme (sismicité faible). Il est également exposé à un risque technologique,  le transport de matières dangereuses, et à un risque particulier : le risque de radon. Un site publié par le BRGM permet d'évaluer simplement et rapidement les risques d'un bien localisé soit par son adresse soit par le numéro de sa parcelle.

#### Risques naturels
Certaines parties du territoire communal sont susceptibles d’être affectées par le risque d’inondation par débordement de cours d'eau, notamment le Donozau et la Clamouse. La commune a été reconnue en état de catastrophe naturelle au titre des dommages causés par les inondations et coulées de boue survenues en 1982, 1994 et 2003,.
Chaudeyrac est exposée au risque de feu de forêt. Un plan départemental de protection des forêts contre les incendies (PDPFCI) a été approuvé en décembre 2014 pour la période 2014-2023. Les mesures individuelles de prévention contre les incendies sont précisées par divers arrêtés préfectoraux et s’appliquent dans les zones exposées aux incendies de forêt et à moins de 200 mètres de celles-ci. L’arrêté du 23 mars 2018, complété par un arrêté de 2020, réglemente l'emploi du feu en interdisant notamment d’apporter du feu, de fumer et de jeter des mégots de cigarette dans les espaces sensibles et sur les voies qui les traversent sous peine de sanctions. L'arrêté du 23 août 2021, abrogeant un arrêté de 2002, rend le débroussaillement obligatoire, incombant au propriétaire ou ayant droit,,.

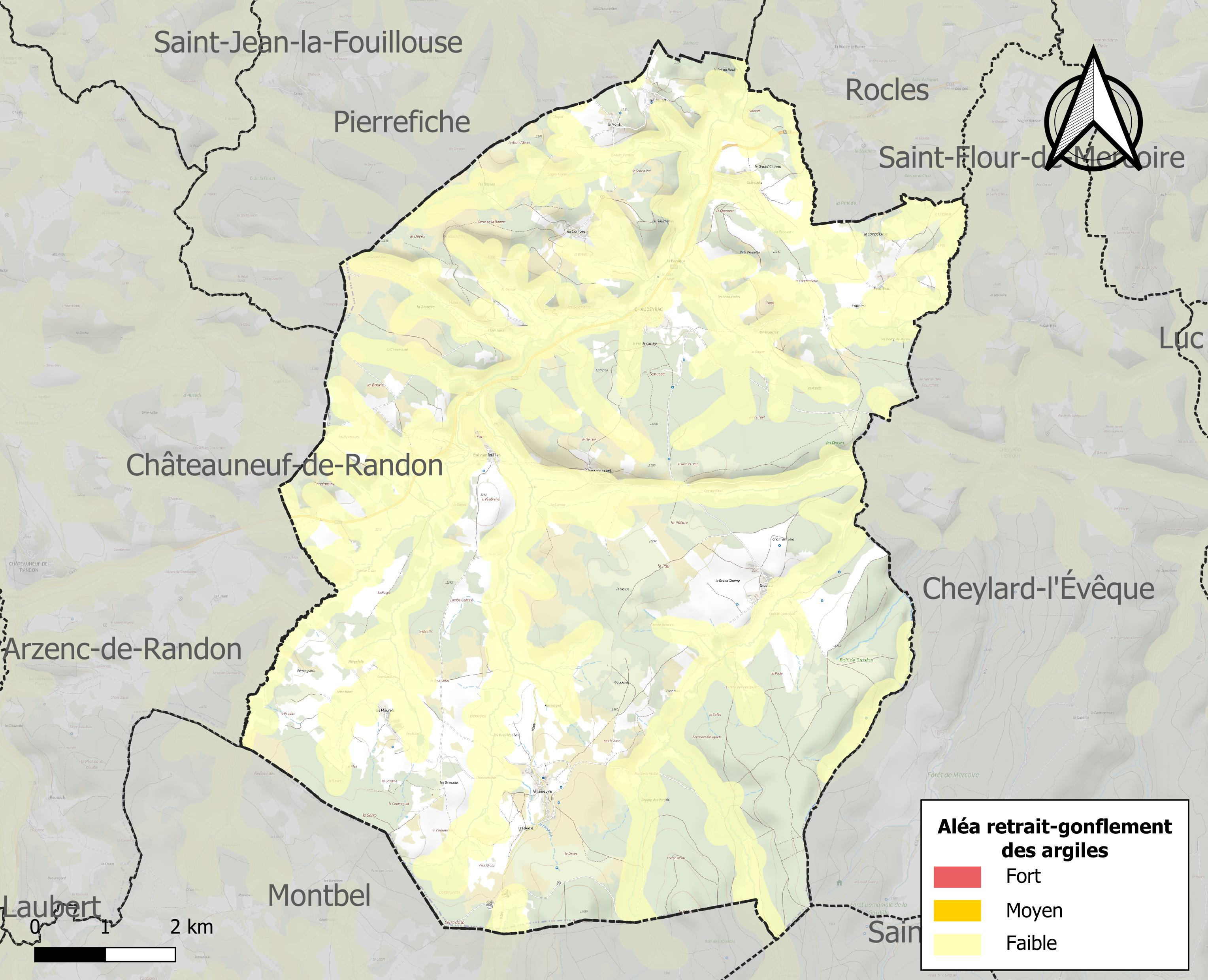
Carte des zones d'aléa retrait-gonflement des sols argileux de Chaudeyrac.

Le retrait-gonflement des sols argileux est susceptible d'engendrer des dommages importants aux bâtiments en cas d’alternance de périodes de sécheresse et de pluie. Aucune partie du territoire de la commune n'est en aléa moyen ou fort (15,8 % au niveau départemental et 48,5 % au niveau national). Sur les 244 bâtiments dénombrés sur la commune en 2019,  aucun n'est en aléa moyen ou fort, à comparer aux 14 % au niveau départemental et 54 % au niveau national. Une cartographie de l'exposition du territoire national au retrait gonflement des sols argileux est disponible sur le site du BRGM,.
Par ailleurs, afin de mieux appréhender le risque d’affaissement de terrain, l'inventaire national des cavités souterraines permet de localiser celles situées sur la commune.

#### Risques technologiques
Le risque de transport de matières dangereuses sur la commune est lié à sa traversée par des infrastructures routières ou ferroviaires importantes ou la présence d'une canalisation de transport d'hydrocarbures. Un accident se produisant sur de telles infrastructures est susceptible d’avoir des effets graves sur les biens, les personnes ou l'environnement, selon la nature du matériau transporté. Des dispositions d’urbanisme peuvent être préconisées en conséquence.

#### Risque particulier
Dans plusieurs parties du territoire national, le radon, accumulé dans certains logements ou autres locaux, peut constituer une source significative d’exposition de la population aux rayonnements ionisants. Certaines communes du département sont concernées par le risque radon à un niveau plus ou moins élevé. Selon la classification de 2018, la commune de Chaudeyrac est classée en zone 3, à savoir zone à potentiel radon significatif.

## Politique et administration

### Découpage territorial
La commune de Chaudeyrac est membre de la communauté de communes Randon - Margeride, un établissement public de coopération intercommunale (EPCI) à fiscalité propre créé le 30 novembre 2016 dont le siège est à Monts-de-Randon. Ce dernier est par ailleurs membre d'autres groupements intercommunaux.
Sur le plan administratif, elle est rattachée à l'arrondissement de Mende, à la circonscription administrative de l'État de la Lozère et à la région Occitanie.
Sur le plan électoral, elle dépend du canton de Grandrieu pour l'élection des conseillers départementaux, depuis le redécoupage cantonal de 2014 entré en vigueur en 2015, et de la circonscription de la Lozère pour les élections législatives, depuis le dernier découpage électoral de 2010.

### Liste des maires
| Période         | Période           | Identité             | Étiquette    | Qualité |
| --------------- | ----------------- | -------------------- | ------------ | --- |
| (maire en 1884) |                   | Vital Auguste Dubois |              | Cultivateur |
| (maire en 1981) |                   | Marcel Beys          |              | |
| 2001            | 24 septembre 2013 | Hubert Libourel      | UDF puis DVD | Conseiller général du canton de Châteauneuf-de-Randon (1992-2011) et vice-président du conseil général jusqu'en 2011. |
| 2013            | En cours          | Serge Romieu         | DVD          | Agriculteur |

## Démographie
L'évolution du nombre d'habitants est connue à travers les recensements de la population effectués dans la commune depuis 1793. Pour les communes de moins de 10 000 habitants, une enquête de recensement portant sur toute la population est réalisée tous les cinq ans, les populations de référence des années intermédiaires étant quant à elles estimées par interpolation ou extrapolation. Pour la commune, le premier recensement exhaustif entrant dans le cadre du nouveau dispositif a été réalisé en 2004.

En 2022, la commune comptait 288 habitants, en évolution de −8,28 % par rapport à 2016 (Lozère : +0,11 %, France hors Mayotte : +2,11 %).
| 1793 | 1800 | 1806  | 1821  | 1831  | 1836  | 1841  | 1846  | 1851  |
| ---- | ---- | ----- | ----- | ----- | ----- | ----- | ----- | ----- |
| 800  | 628  | 1 049 | 1 053 | 1 071 | 1 105 | 1 075 | 1 162 | 1 204 |

| 1856  | 1861  | 1866  | 1872  | 1876  | 1881  | 1886  | 1891 | 1896 |
| ----- | ----- | ----- | ----- | ----- | ----- | ----- | ---- | ---- |
| 1 210 | 1 204 | 1 223 | 1 148 | 1 246 | 1 197 | 1 351 | 895  | 885  |

| 1901 | 1906 | 1911 | 1921 | 1926 | 1931 | 1936 | 1946 | 1954 |
| ---- | ---- | ---- | ---- | ---- | ---- | ---- | ---- | ---- |
| 926  | 992  | 954  | 778  | 747  | 731  | 722  | 615  | 504  |

| 1962 | 1968 | 1975 | 1982 | 1990 | 1999 | 2004 | 2006 | 2009 |
| ---- | ---- | ---- | ---- | ---- | ---- | ---- | ---- | ---- |
| 438  | 414  | 327  | 296  | 235  | 263  | 296  | 289  | 308  |

| 2014 | 2019 | 2022 | - | - | - | - | - | - |
| ---- | ---- | ---- | - | - | - | - | - | - |
| 303  | 292  | 288  | - | - | - | - | - | - |

## Économie

### Revenus
En 2018, la commune compte 114 ménages fiscaux, regroupant 229 personnes. La médiane du revenu disponible par unité de consommation est de 19 230 € (20 420 € dans le département).

### Emploi
|                | 2008  | 2013  | 2018  |
| -------------- | ----- | ----- | ----- |
| Commune        | 2,4 % | 4,2 % | 2,1 % |
| Département    | 5 %   | 6,4 % | 7,1 % |
| France entière | 8,3 % | 10 %  | 10 %  |

En 2018, la population âgée de 15 à 64 ans s'élève à 198 personnes, parmi lesquelles on compte 60,2 % d'actifs (58,1 % ayant un emploi et 2,1 % de chômeurs) et 39,8 % d'inactifs,. Depuis 2008, le taux de chômage communal (au sens du recensement) des 15-64 ans est inférieur à celui de la France et du département.
La commune est hors attraction des villes,. Elle compte 104 emplois en 2018, contre 109 en 2013 et 105 en 2008. Le nombre d'actifs ayant un emploi résidant dans la commune est de 121, soit un indicateur de concentration d'emploi de 85,3 % et un taux d'activité parmi les 15 ans ou plus de 49,5 %.
Sur ces 121 actifs de 15 ans ou plus ayant un emploi, 49 travaillent dans la commune, soit 41 % des habitants. Pour se rendre au travail, 83,9 % des habitants utilisent un véhicule personnel ou de fonction à quatre roues, 11,8 % s'y rendent en deux-roues, à vélo ou à pied et 4,2 % n'ont pas besoin de transport (travail au domicile).

## Culture locale et patrimoine

### Lieux et monuments
- Église Saint-Martin de style roman avec clocher-mur.
- Ruine du château de Clamouse.

### Héraldique
| Blason de Chaudeyrac | Blason  | Parti : au 1er de sinople à une tour ruinée d'argent, maçonnée de sable et ouverte du champ, au 2d d'argent à un manteau de gueules posé sur le fil d'une épée basse d'or, posée en barre ; au chef d'or chargé de quatre pals de gueules. |
| Blason de Chaudeyrac | Détails | Création Jean-François Binon. Le statut officiel du blason reste à déterminer. |